# 76ルブリカンツ
76ルブリカンツ（英語: 76 Lubricants セブンティーシックスルーブリカンツ）は、フィリップス66が所有する潤滑油ブランドの1つである。過去には同社の所有するConoco・Phillips66・kendallブランドと並行して展開されていた。
「76」は、アメリカ合衆国の独立の年（1776年）と、ブランドロゴが決められた1932年当時のガソリンのオクタン価に由来する。通称76オイル（ナナロクオイル）と呼ばれる。

## 歴史
76のロゴはもともと、1890年創設のユニオンオイルカンパニーオブカリフォルニア（ユノカル）社の商号だったが、ユノカルのガソリンなどの燃料部門がシェブロンへ、潤滑油部門がコノコフィリップスに分割吸収された結果、76ブランドは両社の下で引き継がれている。
潤滑油ブランドとしての流れは、1997年にユノカルからトスコ (Tosco Corporation) へ売却され、2001年にフィリップス石油 (Phillips Petroleum Company) がトスコを買収合併、翌2002年にフィリップスがコノコ (Conoco) と合併し、コノコ・フィリップスとなる。2012年まではコノコ・フィリップスが76ルブリカンツを含む4つの潤滑油ブランドを並行して取り扱っていたが、同年に精製・販売を行う下流部門が企業名をフィリップス66として分離・独立したため、現在はこのフィリップス66が引き継いでいる。フィリップス66はあくまで独立した企業であり、コノコ・フィリップスの子会社というわけではない。
76ルブリカンツは過去には幅広い潤滑油を取り扱っていたが、複数のブランドを保有するフィリップス66内では大型トラック等を含む商業・工業用潤滑油を受け持つブランドとして位置づけられていた。さらにフィリップス66が2016年2月に同年7月から潤滑油ブランドをフィリップス66とケンドルに統合すると発表し、潤滑油ブランドとしての76は消滅した（燃料ブランドとしては存続している）。

## 日本での展開
76モーターオイル（エンジンオイル）は古くは馬場商会、その後はUSC（ユーエスシー）とパルスターが輸入・代理店となっていた。パルスターはカー用品店やホームセンターなどの量販店を主な流通ルートを持ち、日本で一般的な金属缶に充填して価格も比較的廉価に設定していた。一方、USCは整備工場向けには価格競争力のある5ガロンのプラペールで販売していたが、車趣味人が集まるマニア向けのショップでは1クォート、1ガロンボトルのままで販売し、海外製品であることのプレミアム性を持たせるため、価格も比較的高めに設定されていた。
現在、パルスターは同社の社名の入った76オイルの金属缶の取り扱いは行っていない。日本での主だった販売元は、並行輸入を除くとUSCのみとなっていた（パルスターのサイトで76マークをクリックすると総輸入元のUSCのサイトにリンクされている）。
なお前述のブランド統合によりUSCも「“７６（ナナロク）”から”６６（ロクロク）”へ」とし、オイルそのものについては76からフィリップス66への移行を明らかにしている。これはあくまで取り扱うオイルについてであり、後述の76ロゴがついたグッズなどには影響しない。

## 76ロゴのブレイク

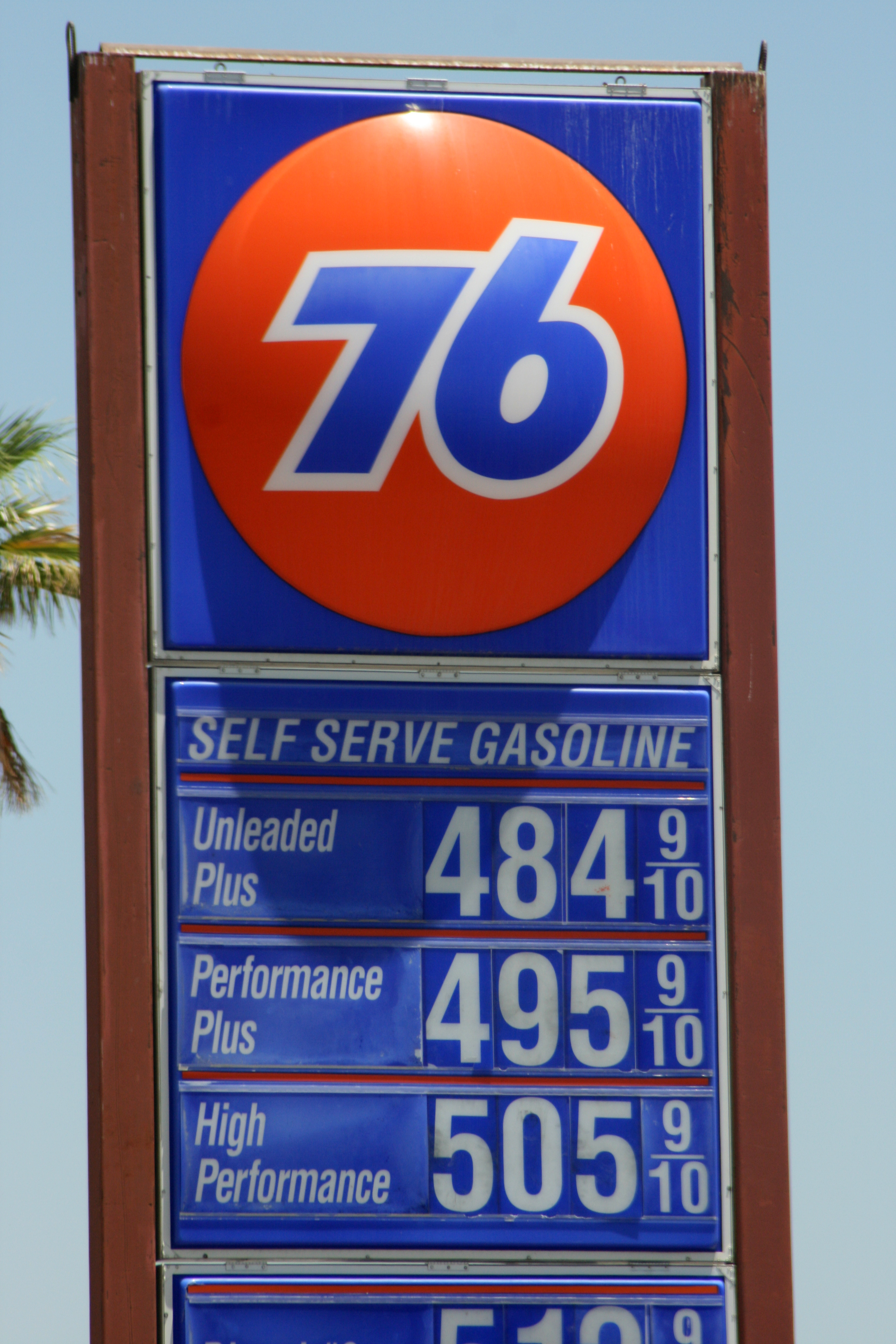
76のロゴ（写真はガソリンスタンドで、「76ルブリカンツ」とは直接の関係はない）

以前から、アメリカ西海岸的なカスタマイズを施工するショップでは76UNOCALのステッカーなどが販売されていたが、有名人が76ロゴのＴシャツやキャップを着用したため、76マークのアパレルや雑貨・グッズがブームとなり、丸いオレンジ色の円にブルーで76と書かれたシールが方々で貼られ、76マークを目にする機会が増えた時期があった。この76マークの商標権はUSCが持っており、同社は多大な利益得ることができたが、76のルブリカント（潤滑油）の販売にはさほど影響は無かった。
現在でも国内ではUSCが76ロゴを管理しており、正規許諾76グッズはUSCのサイトで確認できる。アンティークものでない本来産業廃棄物になる76マークのポリペール（プラスチック容器）までも、インターネットオークションで販売されている。